# LNFA 2012
La LNFA 2012 fue la decimoctava temporada de la Liga Nacional de Fútbol Americano, la competición de fútbol americano más importante de España. L'Hospitalet Pioners ganó el título por tercer año consecutivo.
En la temporada 2012 se cambió el sistema de competición, de manera que solamente los integrantes de la conferencia LNFA Elite optaron al título de campeón de la Liga. 
En la LNFA Elite compitieron los seis mejores equipos de España. Los cuatro equipos mejor clasificados en ella disputaron el play-off por el título nacional. El quinto clasificado, Barberá Rookies, disputó una promoción por la permanencia con el segundo clasificado del resto de conferencias, Valencia Giants, que perdió, por lo que desciende de la LNFA Elite. El sexto clasificado, Sueca Ricers, descendió automáticamente.
El resto de equipos de la LNFA estuvieron repartidos en tres conferencias según su situación geográfica. Los mejor clasificados de cada conferencia jugaron el play-off por la primera posición y, por lo tanto, por el ascenso a la LNFA Elite. El vencedor fue Las Rozas Black Demons. El segundo clasificado, Valencia Giants, disputó la promoción por el ascenso contra el quinto clasificado de la LNFA Elite, Barberá Rookies. El vencedor fue Valencia Giants. 

## LNFA Elite

### Temporada regular
|                      | DRA   | FIR   | OSO   | PIO   | RIC   | ROO   |
| Badalona Dracs       |       | 24–27 | 24–22 | 6–14  | 1–0*  | 48–0  |
| Valencia Firebats    | 18–10 |       | 20–37 | 31–24 | 36–6  | 54–0  |
| Rivas Osos           | 14–13 | 13–12 |       | 14–26 | 31–0  | 31–12 |
| L'Hospitalet Pioners | 40–12 | 43–35 | 21–38 |       | 49–12 | 34–7  |
| Sueca Ricers         | 6–43  | 6–0   | 12–43 | 8–63  |       | 0–17  |
| Barberá Rookies      | 0–23  | 18–35 | 0–21  | 0–31  | 26–18 |       |

(*) No se jugó debido a que Ricers no se presentó con suficientes jugadores. Los Dracs fueron recompensados con una victoria por 1-0

### Clasificación
| Puesto | Equipo               | Ganados | Empatados | Perdidos | P. a favor | P. en contra | Diferencia p. |                        |
| ------ | -------------------- | ------- | --------- | -------- | ---------- | ------------ | ------------- | ---------------------- |
| #1     | Rivas Osos           | 8       | 0         | 2        | 264        | 140          | +124          | Playoffs por el título |
| #2     | L'Hospitalet Pioners | 8       | 0         | 2        | 345        | 163          | +182          | Playoffs por el título |
| #3     | Valencia Firebats    | 6       | 0         | 4        | 268        | 181          | +87           | Playoffs por el título |
| #4     | Badalona Dracs       | 5       | 0         | 5        | 204        | 141          | +63           | Playoffs por el título |
| #5     | Barberá Rookies      | 2       | 0         | 8        | 80         | 295          | –215          | Promoción permanencia  |
| #6     | Sueca Ricers         | 1       | 0         | 9        | 68         | 309          | –241          | Descenso               |

#### Play-offs por el título
|  | Semifinal | Semifinal            | Semifinal            |                      |            | Final      | Final | Final |  |
|  |           |                      |                      |                      |            |            |       |       |  |
|  |           |                      |                      |                      |            |            |       |       |  |
|  | #1        | Rivas Osos           | 17                   |                      |            |            |       |       |  |
|  | #1        | Rivas Osos           | 17                   |                      |            |            |       |       |  |
|  | #4        | Badalona Dracs       | 16                   |                      |            |            |       |       |  |
|  | #4        | Badalona Dracs       | 16                   |                      | Rivas Osos | Rivas Osos | 24    |       |  |
|  |           |                      |                      |                      | Rivas Osos | Rivas Osos | 24    |       |  |
|  |           |                      | L'Hospitalet Pioners | L'Hospitalet Pioners | 47         |            |       |       |  |
|  | #2        | L'Hospitalet Pioners | L'Hospitalet Pioners | L'Hospitalet Pioners | 47         | 24         |       |       |  |
|  | #2        | L'Hospitalet Pioners |                      |                      |            | 24         |       |       |  |
|  | #3        | Valencia Firebats    | 14                   |                      |            |            |       |       |  |
|  | #3        | Valencia Firebats    | 14                   |                      |            |            |       |       |  |
|  |           |                      |                      |                      |            |            |       |       |  |

- L'Hospitalet Pioners se proclamó campeón por tercera vez consecutiva

## Resto de conferencias
| Leyenda                                                                                    |
| ------------------------------------------------------------------------------------------ |
| Primero y segundo de cada conferencia se clasifican directamente a Playoffs por el ascenso |
| Los dos mejores terceros de todas las conferencias completan los Playoffs por el ascenso   |

### Conferencia Norte

#### Temporada regular
|                        | BLA   | CAM   | COY  | HUR   | MAR  |
| Las Rozas Black Demons |       | 38–6  | 31–0 | 49–6  | 45–0 |
| Coslada Camioneros     | 0–37  |       | 6–0  | 12–14 | 0–13 |
| Santurce Coyotes       | 0–14  | 0–7   |      | 0–0   | 7–0  |
| Zaragoza Hurricanes    | 21–10 | 35–0  | 18–2 |       | 21–3 |
| Gijón Mariners         | 0–12  | 15–12 | 23–0 | 0–0   |      |

#### Clasificación
| Equipo                 | Ganados | Empatados | Perdidos | Puntos a favor | Puntos en contra | Diferencia |
| ---------------------- | ------- | --------- | -------- | -------------- | ---------------- | ---------- |
| Las Rozas Black Demons | 7       | 0         | 1        | 228            | 33               | +195       |
| Zaragoza Hurricanes    | 5       | 2         | 1        | 115            | 68               | +47        |
| Gijón Mariners         | 3       | 1         | 4        | 54             | 97               | -43        |
| Coslada Camioneros     | 2       | 0         | 6        | 43             | 152              | -109       |
| Santurce Coyotes       | 1       | 1         | 6        | 9              | 99               | -90        |

### Conferencia Sur

#### Temporada regular
|                 | COB   | LIN   | LIO   | SHA   | WOL   |
| Murcia Cobras   |       | 33–0  | 36–19 | 28–3  | 51–3  |
| Sevilla Linces  | 6–23  |       | 20–22 | 64–0  | 26–14 |
| Granada Lions   | 12–18 | 24–15 |       | 24–6  | 33–0  |
| Alicante Sharks | 0–54  | 12–14 | 0–28  |       | 12–14 |
| Cehegín Wolves  | 0–34  | 0–33  | 0–21  | 12–28 |       |

#### Clasificación
| Equipo          | Ganados | Empatados | Perdidos | Puntos a favor | Puntos en contra | Diferencia | Tie-breaker |
| --------------- | ------- | --------- | -------- | -------------- | ---------------- | ---------- | ----------- |
| Murcia Cobras   | 8       | 0         | 0        | 277            | 43               | +234       |             |
| Granada Lions   | 6       | 0         | 2        | 183            | 95               | +88        |             |
| Sevilla Linces  | 4       | 0         | 4        | 178            | 128              | +50        |             |
| Alicante Sharks | 1       | 0         | 7        | 61             | 238              | –177       | 1–1 (+14)   |
| Cehegín Wolves  | 1       | 0         | 7        | 43             | 238              | –195       | 1–1 (–14)   |

### Conferencia Este

#### Temporada regular
|                  | BOU   | BUF  | GIA   | RED   | VOL   |
| Museros Bous     |       | 3–47 | 14–31 | 12–33 | 0–44  |
| Barcelona Búfals | 39–15 |      | 20–14 | 2–0   | 30–6  |
| Valencia Giants  | 41–21 | 6–18 |       | 28–14 | 12–19 |
| Terrassa Reds    | 21–19 | 6–34 | 20–36 |       | 14–28 |
| Mallorca Voltors | 28–6  | 20–6 | 13–12 | 56–0  |       |

#### Clasificación
| Equipo           | Ganados | Empatados | Perdidos | Puntos a favor | Puntos en contra | Diferencia | Tie-breaker |
| ---------------- | ------- | --------- | -------- | -------------- | ---------------- | ---------- | ----------- |
| Barcelona Búfals | 7       | 0         | 1        | 196            | 70               | +126       | 1–1 (+10)   |
| Mallorca Voltors | 7       | 0         | 1        | 214            | 80               | +134       | 1–1 (–10)   |
| Valencia Giants  | 4       | 0         | 4        | 180            | 139              | +41        |             |
| Terrassa Reds    | 2       | 0         | 6        | 108            | 215              | –107       |             |
| Museros Bous     | 0       | 0         | 8        | 90             | 284              | –194       |             |

##### Play-offs por el ascenso a LNFA Elite
|  | Cuartos de final | Cuartos de final       | Cuartos de final       |                        |                        | Semifinal              | Semifinal | Semifinal |  |                 | Final           | Final | Final |  |
|  |                  |                        |                        |                        |                        |                        |           |           |  |                 |                 |       |       |  |
|  |                  |                        |                        |                        |                        |                        |           |           |  |                 |                 |       |       |  |
|  | #1               | Murcia Cobras          | 34                     |                        |                        |                        |           |           |  |                 |                 |       |       |  |
|  | #1               | Murcia Cobras          | 34                     |                        |                        |                        |           |           |  |                 |                 |       |       |  |
|  | #8               | Valencia Giants        | 40                     |                        |                        |                        |           |           |  |                 |                 |       |       |  |
|  | #8               | Valencia Giants        | 40                     |                        | Valencia Giants        | Valencia Giants        | 12        |           |  |                 |                 |       |       |  |
|  |                  |                        |                        |                        | Valencia Giants        | Valencia Giants        | 12        |           |  |                 |                 |       |       |  |
|  |                  |                        | Mallorca Voltors       | Mallorca Voltors       | 10                     |                        |           |           |  |                 |                 |       |       |  |
|  | #4               | Mallorca Voltors       | Mallorca Voltors       | Mallorca Voltors       | 10                     | 14                     |           |           |  |                 |                 |       |       |  |
|  | #4               | Mallorca Voltors       |                        |                        |                        |                        |           |           |  |                 |                 |       |       |  |
|  | #5               | Granada Lions          | 6                      |                        |                        |                        |           |           |  |                 |                 |       |       |  |
|  | #5               | Granada Lions          | 6                      |                        |                        |                        |           |           |  | Valencia Giants | Valencia Giants | 10    |       |  |
|  |                  |                        |                        |                        |                        |                        |           |           |  | Valencia Giants | Valencia Giants | 10    |       |  |
|  |                  |                        | Las Rozas Black Demons | Las Rozas Black Demons | 14                     |                        |           |           |  |                 |                 |       |       |  |
|  | #2               | Las Rozas Black Demons | Las Rozas Black Demons | Las Rozas Black Demons | 14                     | 40                     |           |           |  |                 |                 |       |       |  |
|  | #2               | Las Rozas Black Demons |                        |                        |                        |                        |           |           |  |                 |                 |       |       |  |
|  | #7               | Sevilla Linces         | 6                      |                        |                        |                        |           |           |  |                 |                 |       |       |  |
|  | #7               | Sevilla Linces         | 6                      |                        | Las Rozas Black Demons | Las Rozas Black Demons | 6         |           |  |                 |                 |       |       |  |
|  |                  |                        |                        |                        | Las Rozas Black Demons | Las Rozas Black Demons | 6         |           |  |                 |                 |       |       |  |
|  |                  |                        | Zaragoza Hurricanes    | Zaragoza Hurricanes    | 0                      |                        |           |           |  |                 |                 |       |       |  |
|  | #3               | Barcelona Búfals       | Zaragoza Hurricanes    | Zaragoza Hurricanes    | 0                      | 21                     |           |           |  |                 |                 |       |       |  |
|  | #3               | Barcelona Búfals       |                        |                        |                        |                        |           |           |  |                 |                 |       |       |  |
|  | #6               | Zaragoza Hurricanes    | 27                     |                        |                        |                        |           |           |  |                 |                 |       |       |  |
|  | #6               | Zaragoza Hurricanes    | 27                     |                        |                        |                        |           |           |  |                 |                 |       |       |  |
|  |                  |                        |                        |                        |                        |                        |           |           |  |                 |                 |       |       |  |

- Las Rozas Black Demons asciende a LNFA Elite.
- Valencia Giants asciende a LNFA Elite tras vencer a Barberá Rookies en la promoción por el ascenso.

- Datos: Q6459347